# LALALA 幸福之歌
「LALALA　幸福之歌」（LALALA 幸せの歌）是日本的女子偶像組合℃-ute的第4张单曲。2008年2月27日由zetima发售。

## 概要
- 「LALALA　幸福之歌」是中部日本放送節目「花咲かタイムズ」的插曲
- 此單曲有2個版本，分別有「初回生産限定盤」和「CD ONLY」。「初回生産限定盤」收錄了「LALALA　幸福之歌」的PV。
- 在3月10日於公信榜单曲週排行榜取得第6位。
- 「LALALA　幸福之歌」在2007年末於第58回NHK紅白歌合戰，早安少女組。、Berryz工房和℃-ute的演出中以組曲形式首次披露。（LOVE MACHINE - The☆Pea～ce! - 戀愛革命21 - 交往中卻像單相思 - 都會女孩 純情 - LALALA　幸福之歌）

## 收錄内容

### CD（初回生産限定盤，CD ONLY）
1. LALALA　幸福之歌
（作詞・作曲：淳君 編曲：平田祥一郎）
2. 頂級的享受女孩（最高級のエンジョイGIRLS）
（作詞・作曲：淳君 編曲：平田祥一郎）
3. LALALA　幸福之歌(Instrumental)

### DVD
1. LALALA　幸福之歌（Dance Shot Ver.）